# 장유가오
장유가오(중국어 정체자: 醬油膏, 병음: jiàngyóu gāo, 한자음: 장유고) 또는 따우이우꺼(민난어 백화자: tāu-iû-ko, 한자: 豆油膏, 한자음: 두유고)는 타이완의 걸쭉한 간장이다. 일반적인 간장보다 덜 짜고 걸쭉하며, 단맛이 약간 난다. 많은 길거리 음식 등에 뿌려 먹거나 찍어 먹는 소스이다.

## 사진

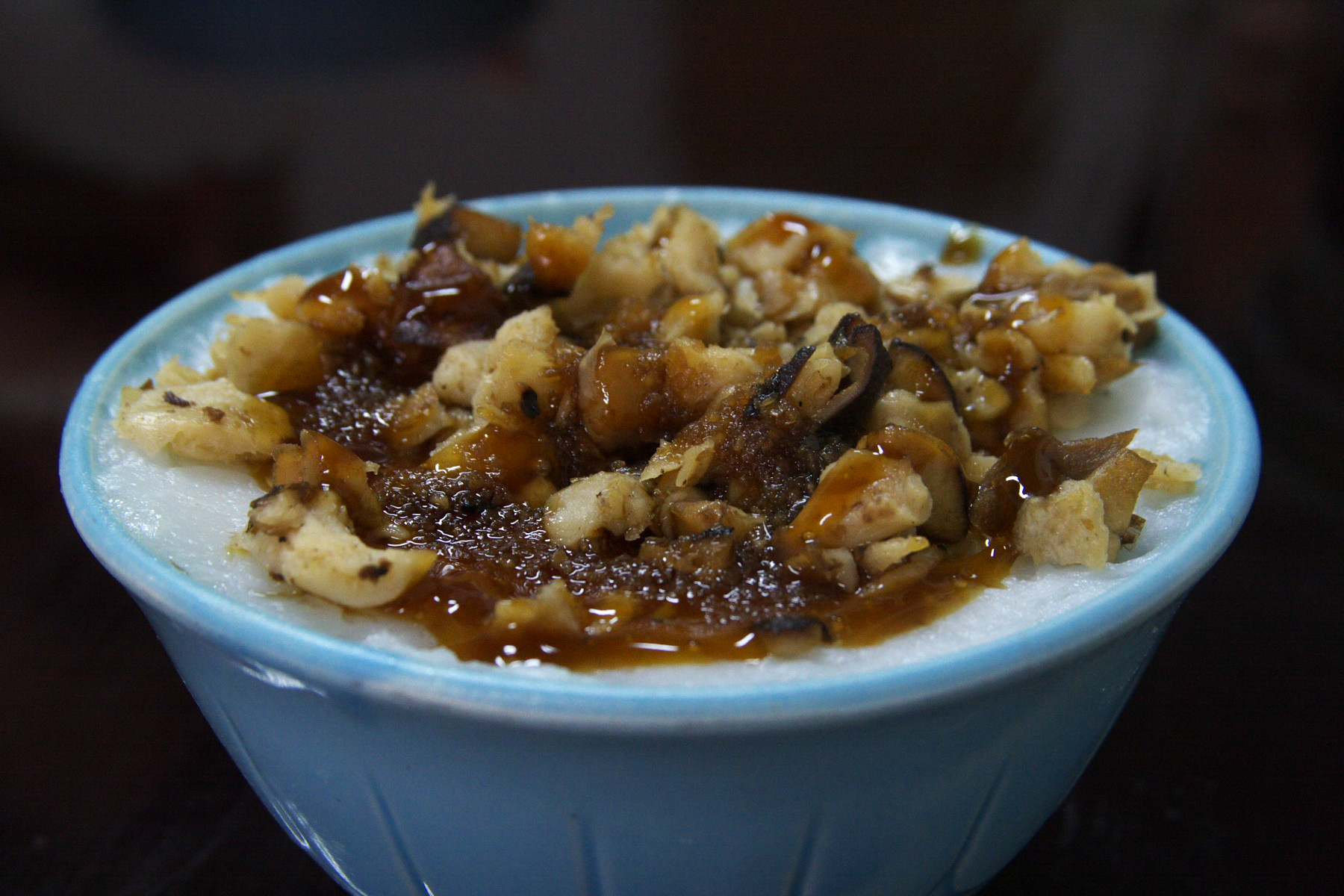
장유가오를 뿌린 우앙꾸에

## 같이 보기
- 케찹 마니스